# عزلة انهم الغرب (حجة)

تعديل مصدري - تعديل

عزلة انهم الغرب هي إحدى عزل مديرية كشر في محافظة حجة اليمنية ويبلغ تعداد سكانها 19123 نسمة حسب التعداد السكاني في اليمن لعام 2004.

## روابط خارجية
- الجهاز المركزي للإحصاء بالجمهورية اليمنية
- المركز الوطني للمعلومات باليمن
- World Gazetteer:Yemen
- الدليل الشامل